# Cotoneaster ovata
Cotoneaster ovata är en rosväxtart som beskrevs av Antonina Ivanovna Pojarkova. Cotoneaster ovata ingår i släktet oxbär, och familjen rosväxter. Inga underarter finns listade i Catalogue of Life.